# Regione di Jambyl
La regione di Jambyl (in kazako Жамбыл облысы?, Jambyl oblysy; in russo Жамбылская область?, Žambylskaja oblast'), nota altresì con la denominazione di regione di Taraz, dal nome del suo capoluogo, è una regione del Kazakistan, situata nella parte sudorientale del Paese ai confini con il Kirghizistan; è delimitata ad est, nord e ovest, rispettivamente, dalle regioni di Karaganda, di Turkistan e di Almaty.
Il territorio regionale si estende dalle falde delle catene montuose meridionali (Tien Shan) ai bassopiani desertici che si estendono nel Kazakistan centrale; all'estremità nordorientale arriva a toccare il lago Balqaš, che si estende però per la quasi totalità al di fuori dei confini della regione. Il paesaggio è prevalentemente steppico, vista l'estrema continentalità e aridità del clima.
Il capoluogo della regione è Taraz, che accentra circa un terzo della popolazione totale; altre cittadine con qualche rilievo sono Ču, sul fiume omonimo e Qaratau, alle falde orientali della catena montuosa omonima.
Un interessante sito archeologico incluso nella lista provvisoria UNESCO è il Santuario di Merke.

## Distretti
La regione è suddivisa in 10 distretti (audan) e una città autonoma (qalasy): Taraz.
I distretti sono:
- Bajzaq
- Merkí
- Mojynqūm
- Qordaj
- Sarysu
- Šu
- Talas
- Tūrar Rysqūlov
- Zhambyl
- Zhualy